# Харт, Роберт
Сэр Роберт Харт, 1-й баронет (англ. Sir Robert Hart, 1st Baronet; 20 февраля 1835, Портадаун — 20 сентября 1911, Уиком) — британский дипломат. Официальный представитель при правительстве Цинского Китая, с 1863 по 1911 год занимавший пост второго генерального инспектора Императорской морской таможенной службы Китая (Imperial Maritime Customs of China). Доктор права.

## Биография
Образование получил в Королевском университете Квинс в Белфаста.
В 1853 года был назначен переводчиком в министерство иностранных дел Великобритании для китайской консульской службы. После прибытия в Гонконг в сентябре 1854 года отправился в вице-консульство в Нинбо. Когда между английским и португальским консульствами вспыхнул спор, Роберту поручили управлять консульством в течение нескольких месяцев. После затишья в марте 1858 г. был назначен секретарём союзных уполномоченных, управляющих Кантоном.
В 1859 году китайские власти потребовали, чтобы Харт организовал в Кантоне таможенную администрацию, подобную той, которая уже была создана в Шанхае. 
В 1863 году был назначен генеральным инспектором Императорской морской таможенной службы Китая (IMCS), в основные обязанности которого входил сбор таможенных пошлин для китайского правительства, а также распространение новой системы на большее количество морских и речных портов и некоторых внутренних границ, стандартизация деятельности, при этом он настаивал на высоких стандартах эффективности и честности. Его методы привели к улучшению китайских портов и судоходных сооружений.
Создал правильную организацию таможни, которая своим отличным состоянием всецело обязана Р. Харту. В качестве главного инспектора этих таможен (Inspector General)  состоял на службе у китайского правительства, интересы которого он тщательно охранял от посягательств иностранцев. Принимал активное участие во всех почти проявлениях внешней жизни Китая, между прочим, значительно содействовав прекращению Франко-китайской войны 1885 г. Его инициативе обязано своим происхождением много ценных исследований об экономическом положении Китая. 
В последние годы Харт был занят организацией почтовых сношений в Китае по примеру западных стран. В его ведении находилась также Тун-вэнь-гуань — школа, где китайцы обучались западным наукам.